# 머나먼 사이공
"머나먼 사이공"은 1991년에 개봉한 대한민국의 영화이다.

## 캐스팅
- 이동준 : 박현준 역
- 현석 : 김 중위 역
- 투엣 느앙 : 쿠엔 토우아 역
- 강규영 : 유동욱 역
- 오희찬 : 조 하사 역
- 김영일 : 석 하사 역
- 김학성 : 정 일병 역
- 박영노 : 최 일병 역
- 김종기 : 김 이병 역